# Яковлівська сільська рада (Лозівський район)
Я́ковлівська сільська́ ра́да — адміністративно-територіальна одиниця та орган місцевого самоврядування в Лозівському районі Харківської області. Адміністративний центр — село Яковлівка.

## Загальні відомості
Яковлівська сільська рада утворена в 1991 році.
- Територія ради: 74,33 км²
- Населення ради: 1 478 осіб (станом на 2001 рік)

## Населені пункти
Сільській раді підпорядковані населені пункти:
- с. Яковлівка
- с. Веселе
- с-ще Нижня Краснопавлівка
- с. Оддихне
- с. Сергіївка
- с. Степанівка

## Склад ради
Рада складається з 16 депутатів та голови.
- Голова ради: Куштим Катерина Федорівна
- Секретар ради: Бондаренко Ольга Петрівна

### Керівний склад попередніх скликань
| Прізвище, ім'я, по батькові | Основні відомості                                                                       | Дата обрання | Дата звільнення |
| --------------------------- | --------------------------------------------------------------------------------------- | ------------ | --------------- |
| Куштим Катерина Федорівна   | Сільський голова, 1964 року народження, освіта вища, член Соціалістичної партії України | 26.03.2006   | 31.10.2010      |
| Куштим Катерина Федорівна   | Сільський голова, 1964 року народження, освіта вища, член Партії регіонів               | 31.10.2010   |                 |

Примітка: таблиця складена за даними сайту Верховної Ради України

### Депутати
За результатами місцевих виборів 2010 року депутатами ради стали:

#### За суб'єктами висування
| Суб'єкт висування    | Кількість обраних депутатів | %    |
| -------------------- | --------------------------- | ---- |
| Партія регіонів      | 12                          | 75   |
| Самовисування        | 3                           | 18,8 |
| Партія «Відродження» | 1                           | 6,3  |

#### За округами
| № округу             | Прізвище, ім'я, по батькові  | Дата визнання обраним | Освіта             | Партійна приналежність | Відомості про обраного депутата                    |
| -------------------- | ---------------------------- | --------------------- | ------------------ | ---------------------- | -------------------------------------------------- |
| Партія «ВІДРОДЖЕННЯ» |                              |                       |                    |                        |                                                    |
| 7                    | Куштим Віктор Володимирович  | 05.11.2010            | середня            | позапартійний          | приватний підприємець                              |
| Партія регіонів      |                              |                       |                    |                        |                                                    |
| 1                    | Бондаренко Світлана Петрівна | 05.11.2010            | середня            | позапартійна           | тимчасово не працює                                |
| 2                    | Запорожець Любов Миколаївна  | 05.11.2010            | вища               | позапартійна           | Герсеванівський бурякоприймальний пункт, бухгалтер |
| 3                    | Проніна Любов Володимирівна  | 05.11.2010            | середня спеціальна | позапартійна           | Яковлівський НВК, вчитель                          |
| 4                    | Садкова Олена Іванівна       | 05.11.2010            | середня            | позапартійна           | Яковлівський ДНЗ, помічник вихователя              |
| 5                    | Смик Микола Адамович         | 05.11.2010            | середня            | позапартійний          | ТОВ «Супіна», начальник охорони                    |
| 6                    | Сирова Аліса Михайлівна      | 05.11.2010            | вища               | позапартійна           | Яковлівський НВК, вчитель                          |
| 9                    | Висоцька Ніна Григорівна     | 05.11.2010            | вища               | позапартійна           | Яковлівський НВК, заступник директора              |
| 10                   | Бондаренко Ольга Петрівна    | 05.11.2010            | вища               | позапартійна           | тимчасово не працює                                |
| 11                   | Зубов Анатолій Олександрович | 05.11.2010            | вища               | позапартійний          | АФ «Яковлівська», головний інженер                 |
| 13                   | Чопенко Надія Миколаївна     | 05.11.2010            | вища               | позапартійна           | Яковлівська сільська рада, соц.. працівник         |
| 15                   | Кравченко Сергій Васильович  | 05.11.2010            | вища               | позапартійний          | Яковлівська сільська рада, землевпорядник          |
| 16                   | Краснікова Ольга Петрівна    | 28.10.2013            | середня            | член Партії регіонів   | безробітна                                         |
| Самовисування        |                              |                       |                    |                        |                                                    |
| 8                    | Зубов Олександр Миколайович  | 05.11.2010            | вища               | позапартійний          | АФ «Яковлівська», директор                         |
| 12                   | Манічкіна Наталія Миколаївна | 05.11.2010            | вища               | позапартійна           | тимчасово не працює                                |
| 14                   | Тонконог Володимир Іванович  | 05.11.2010            | середня            | позапартійний          | Канал «Дніпро-Донбасс», машиніст                   |